# Kokory
Kokory település Csehországban, Přerovi járásban. Kokory Rokytnice, Přerov, Lhotka, Nelešovice, Majetín, Suchonice, Čelechovice és Brodek u Přerova településekkel határos. Lakosainak száma 1090 fő (2024. január 1.).

## Népesség
A település lakosságának változását az alábbi diagram mutatja:
| Lakosok száma | 1025 | 1112 | 1248 | 1322 | 1125 | 1133 | 1136 | 1164 | 1114 | 1090 |
|               | 1869 | 1900 | 1921 | 1961 | 1980 | 2011 | 2016 | 2019 | 2021 | 2024 |